# Edgar Çani
Edgar Junior Çani (Tirana, 22 luglio 1989) è un calciatore albanese, attaccante dello United Riccione.

## Biografia
Nato in Albania, è arrivato in Italia sbarcando a Bari con la famiglia quando era ancora bambino. Dopo aver vissuto nel capoluogo pugliese, si trasferisce a Città della Pieve, in provincia di Perugia, dove nel 2002 prese parte ad una puntata della serie tv Carabinieri.

## Caratteristiche tecniche
Schierato come centrocampista in gioventù, gioca come prima punta, capace di svariare su tutto il fronte offensivo; fisicamente possente, è forte di testa e nel gioco aereo. È mancino di piede ma può calciare anche con il destro.

## Carriera

### Club
Dopo gli inizi nelle giovanili del Cortona, viene notato da un osservatore e segnalato al Pescara; per problemi rappresentati dal tesseramento in quanto extracomunitario i biancoazzurri lo hanno trasferito nella Torre Alex (seconda categoria) dopodiché è stato inserito nella formazione Primavera. Fa il suo esordio in prima squadra durante il campionato di Serie B 2006-2007, e vi rimane anche all'inizio della stagione successiva; il 31 gennaio 2008 viene acquistato dal Palermo.
Fa il suo debutto in Serie A con la maglia del Palermo il 27 aprile 2008 durante il pareggio casalingo contro l'Atalanta (0-0), entrando nei minuti finali. Il 19 giugno 2008 viene riscattato dal Pescara e il 17 luglio il Palermo lo cede in prestito con diritto di riscatto all'Ascoli. Nonostante un inizio in disparte, sotto la guida tecnica di Franco Colomba riesce a trovare più spazio collezionando 24 presenze e 4 reti.
Dopo aver fatto tutta la preparazione atletica con il Palermo in vista della stagione 2009-2010, il 20 agosto 2009 passa al Padova in prestito con diritto di riscatto della compartecipazione. Esordisce con la nuova maglia due giorni dopo nella prima giornata del campionato di Serie B, in Padova-Modena (1-0), entrando al 72' al posto di Andrea Soncin; segna la prima rete nella seconda giornata contro la Reggina (1-1). Nella formazione biancoscudata offre un rendimento inferiore alle attese, che provoca la contestazione della tifoseria nei suoi confronti.
Dopo 19 presenze (di cui circa la metà da titolare) e 2 reti con la maglia del Padova, rientra al Palermo che il 27 gennaio 2010 lo cede in prestito con diritto di riscatto sulla compartecipazione al Piacenza. Tre giorni dopo, all'esordio con la nuova maglia, segna una doppietta garantendo la vittoria del Piacenza per 3-1 in casa della Triestina, nella partita valevole per la 24ª giornata di campionato. Alla fine della stagione totalizza 4 reti in 13 partite di campionato, non venendo riscattato dal Piacenza e tornando così al Palermo.
In Sicilia resta solo di passaggio, in quanto il 22 luglio 2010 si trasferisce al Modena, squadra di Serie B, in prestito con diritto di riscatto sulla compartecipazione. Esordisce coi canarini il 14 agosto 2010 nella partita di Coppa Italia vinta per 4-1 contro il Sorrento, segnando anche la terza rete della sua squadra. In campionato si sblocca alla 15ª giornata, segnando una doppietta decisiva in Modena-L.R. Vicenza (2-1). Chiude la stagione con 35 presenze in campionato (con 5 reti all'attivo) e 2 presenze in Coppa Italia (con una rete segnata).
Finito il prestito, ritorna al Palermo, ma non viene convocato per il ritiro estivo venendo quindi messo sul mercato. Il 18 luglio passa a titolo definitivo ai polacchi del Polonia Varsavia, con cui firma un contratto triennale a 200.000 euro a stagione. Esordisce nel campionato polacco in Polonia Varsavia-Lechia Danzica (1-0) della prima giornata, entrando al 90'. Due giornate dopo gioca per la prima volta da titolare, in Polonia Varsavia-ŁKS (2-0). Il 21 settembre segna una doppietta, i primi gol con il Polonia Varsavia, nella partita di coppa nazionale vinta per 4-0 in casa del Radzionkow. La prima rete in campionato arriva alla settima giornata, decisiva per la vittoria per 2-1 contro il Legia Varsavia. Alla 15ª giornata segna la prima doppietta in campionato, decisiva per la vittoria contro il Podbeskidzie. Nel turno successivo realizza una tripletta battendo il Lechia Danzica in trasferta per 3-1. Chiude la stagione con 28 presenze e 13 gol complessivamente. Il giocatore durante la stagione non riceve alcuni stipendi e così, rivolgendosi alla FIFA, comincia le pratiche per la rescissione del contratto, lasciando il club; quando poi sono cambiati i vertici societari, è stato trovato un nuovo accordo per il rinnovo del contratto, accordandosi per una riduzione dei compensi relativamente al periodo di assenza del calciatore.
Dopo aver disputato 5 partite di campionato e una di coppa nazionale con il Polonia Varsavia nella stagione 2012-2013 (fra settembre e ottobre), e dopo aver rescisso il contratto nel mese di dicembre, il 22 gennaio 2013 sottoscrive con il Catania un contratto che lo legherà al club siciliano sino al 30 giugno 2016; torna così a giocare in Italia e in Serie A, a distanza di 5 anni dalla precedente esperienza col Palermo. Esordisce in maglia rossoazzura il 3 marzo seguente, entrando all'85' al posto di Gonzalo Bergessio in Catania-Inter (2-3) della 27ª giornata.
Nel luglio 2013 viene ceduto al Carpi, neopromosso in Serie B, in prestito con diritto di riscatto e controriscatto della compartecipazione. Debutta in maglia biancorossa nella prima partita utile, cioè il secondo turno di Coppa Italia persa per 1-0 in casa della Reggina e disputata l'11 agosto 2013, giocando titolare.
Il 31 gennaio 2014, ultimo giorno di calciomercato, passa in prestito al Bari. Il 30 maggio 2014, ultima giornata della stagione regolare, segna doppietta contro il Novara che permette al Bari di ottenere la qualificazione ai play-off della Serie B. A fine stagione ritorna al Catania e nel successivo mercato invernale viene ceduto in prestito al Leeds Utd. Rientrato in Sicilia, il 27 agosto 2015 rescinde il contratto con il Catania per accasarsi il 31 agosto al Pisa firmando un contratto annuale con opzione sul secondo.
Dopo quasi due anni ritorna a giocare, in Sardegna, accasandosi alla Torres di Sassari, in Serie D. Chiude l'esperienza a fine stagione, con 3 presenze senza reti.
Dopo essere rimasto svincolato, a fine ottobre si accorda con l'Aprilia, in Serie D. L'avventura con i laziali si chiude a fine dicembre 2022, quando viene ingaggiato dal Legnano, sempre in quarta serie. Nuovamente svincolato a fine stagione, nel dicembre 2023 si trasferisce al Crema, sempre in Serie D.

### Nazionale
Debutta in nazionale il 29 febbraio 2012 nell'amichevole persa per 2-1 in trasferta contro la Georgia, giocando titolare e realizzando il gol che sblocca la partita al 3'; esce dal campo all'82', sostituito da Armando Sadiku.
Il 4 ottobre 2016 viene convocato nuovamente in nazionale a distanza di 3 anni dall'ultima volta, per le partite valide per le qualificazioni ai Mondiali 2018 contro Liechtenstein e Spagna del 6 e 9 ottobre 2016.

## Statistiche

### Presenze e reti nei club
Statistiche aggiornate al 18 dicembre 2023.
| Stagione                | Squadra                 | Campionato              | Campionato | Campionato | Coppe nazionali | Coppe nazionali | Coppe nazionali | Coppe continentali | Coppe continentali | Coppe continentali | Altre coppe | Altre coppe | Altre coppe | Totale | Totale |
| Stagione                | Squadra                 | Comp                    | Pres       | Reti       | Comp            | Pres            | Reti            | Comp               | Pres               | Reti               | Comp        | Pres        | Reti        | Pres   | Reti   |
| ----------------------- | ----------------------- | ----------------------- | ---------- | ---------- | --------------- | --------------- | --------------- | ------------------ | ------------------ | ------------------ | ----------- | ----------- | ----------- | ------ | ------ |
| 2006-2007               | Pescara                 | B                       | 0          | 0          | CI              | -               | -               | -                  | -                  | -                  | -           | -           | -           | 0      | 0      |
| 2007-gen. 2008          | Pescara                 | C1                      | 11         | 3          | CI-C            | 2               | 1               | -                  | -                  | -                  | -           | -           | -           | 13     | 4      |
| Totale Pescara          | Totale Pescara          | Totale Pescara          | 11         | 3          |                 | 2               | 1               |                    | -                  | -                  |             | -           | -           | 13     | 4      |
| gen.-giu. 2008          | Palermo                 | A                       | 1          | 0          | CI              | -               | -               | CU                 | -                  | -                  | -           | -           | -           | 1      | 0      |
| 2008-2009               | Ascoli                  | B                       | 24         | 4          | CI              | 1               | 0               | -                  | -                  | -                  | -           | -           | -           | 25     | 4      |
| 2009-gen. 2010          | Padova                  | B                       | 19         | 2          | CI              | -               | -               | -                  | -                  | -                  | -           | -           | -           | 19     | 2      |
| gen.-giu. 2010          | Piacenza                | B                       | 13         | 4          | CI              | -               | -               | -                  | -                  | -                  | -           | -           | -           | 13     | 4      |
| 2010-2011               | Modena                  | B                       | 34         | 5          | CI              | 2               | 1               | -                  | -                  | -                  | -           | -           | -           | 36     | 6      |
| 2011-2012               | Polonia Varsavia        | EK                      | 26         | 11         | CP              | 2               | 2               | -                  | -                  | -                  | -           | -           | -           | 28     | 13     |
| set.-dic. 2012          | Polonia Varsavia        | EK                      | 5          | 0          | CP              | 1               | 0               | -                  | -                  | -                  | -           | -           | -           | 6      | 0      |
| Totale Polonia Varsavia | Totale Polonia Varsavia | Totale Polonia Varsavia | 31         | 11         |                 | 3               | 2               |                    | -                  | -                  |             | -           | -           | 34     | 13     |
| gen.-giu. 2013          | Catania                 | A                       | 4          | 0          | CI              | -               | -               | -                  | -                  | -                  | -           | -           | -           | 4      | 0      |
| 2013-gen. 2014          | Carpi                   | B                       | 14         | 1          | CI              | 1               | 0               | -                  | -                  | -                  | -           | -           | -           | 15     | 1      |
| gen.-giu. 2014          | Bari                    | B                       | 14+2       | 3+1        | CI              | -               | -               | -                  | -                  | -                  | -           | -           | -           | 16     | 4      |
| 2014-feb. 2015          | Catania                 | B                       | 15         | 3          | CI              | 0               | 0               | -                  | -                  | -                  | -           | -           | -           | 15     | 3      |
| Totale Catania          | Totale Catania          | Totale Catania          | 19         | 3          |                 | 0               | 0               |                    | -                  | -                  |             | -           | -           | 19     | 3      |
| feb.-giu. 2015          | Leeds Utd               | FLC                     | 4          | 0          | FACup+CdL       | 0+0             | 0               | -                  | -                  | -                  | -           | -           | -           | 4      | 0      |
| 2015-2016               | Pisa                    | LP                      | 26+5       | 5+1        | CI+CI-LP        | 0+1             | 0               | -                  | -                  | -                  | -           | -           | -           | 32     | 6      |
| 2016-2017               | Pisa                    | B                       | 33         | 2          | CI              | 1               | 0               | -                  | -                  | -                  | -           | -           | -           | 34     | 2      |
| Totale Pisa             | Totale Pisa             | Totale Pisa             | 59+5       | 7+1        |                 | 2               | 0               |                    | -                  | -                  |             | -           | -           | 66     | 8      |
| 2017-2018               | Partizani Tirana        | KS                      | 11         | 1          | CA              | 1               | 1               | UEL                | -                  | -                  | -           | -           | -           | 12     | 2      |
| 2018-2019               | Vibonese                | C                       | 18         | 2          | CI+CI-C         | 0+0             | 0               | -                  | -                  | -                  | -           | -           | -           | 18     | 2      |
| mar.-giu 2022           | Torres                  | D                       | 3          | 0          | -               | -               | -               | -                  | -                  | -                  | -           | -           | -           | 3      | 0      |
| ott.-dic. 2022          | Aprilia                 | D                       | 7          | 1          | -               | -               | -               | -                  | -                  | -                  | -           | -           | -           | 7      | 1      |
| dic.2022-2023           | Legnano                 | D                       | 14         | 1          | -               | -               | -               | -                  | -                  | -                  | -           | -           | -           | 14     | 1      |
| dic.2023-2024           | Crema                   | D                       | 1          | 0          | -               | -               | -               | -                  | -                  | -                  | -           | -           | -           | 1      | 0      |
| Totale carriera         | Totale carriera         | Totale carriera         | 297+7      | 48+2       |                 | 10              | 4               |                    | -                  | -                  |             | -           | -           | 314    | 54     |

### Cronologia presenze e reti in nazionale
| Cronologia completa delle presenze e delle reti in nazionale ― Albania | Cronologia completa delle presenze e delle reti in nazionale ― Albania | Cronologia completa delle presenze e delle reti in nazionale ― Albania | Cronologia completa delle presenze e delle reti in nazionale ― Albania | Cronologia completa delle presenze e delle reti in nazionale ― Albania | Cronologia completa delle presenze e delle reti in nazionale ― Albania | Cronologia completa delle presenze e delle reti in nazionale ― Albania | Cronologia completa delle presenze e delle reti in nazionale ― Albania |
| Data                                                                   | Città                                                                  | In casa                                                                | Risultato                                                              | Ospiti                                                                 | Competizione                                                           | Reti                                                                   | Note                                                                   |
| ---------------------------------------------------------------------- | ---------------------------------------------------------------------- | ---------------------------------------------------------------------- | ---------------------------------------------------------------------- | ---------------------------------------------------------------------- | ---------------------------------------------------------------------- | ---------------------------------------------------------------------- | ---------------------------------------------------------------------- |
| 29-2-2012                                                              | Tbilisi                                                                | Georgia                                                                | 2 – 1                                                                  | Albania                                                                | Amichevole                                                             | 1                                                                      | 82’                                                                    |
| 22-5-2012                                                              | Madrid                                                                 | Qatar                                                                  | 1 – 2                                                                  | Albania                                                                | Amichevole                                                             | -                                                                      | 73’                                                                    |
| 27-5-2012                                                              | Istanbul                                                               | Albania                                                                | 1 – 0                                                                  | Iran                                                                   | Amichevole                                                             | -                                                                      | 68’                                                                    |
| 15-8-2012                                                              | Tirana                                                                 | Albania                                                                | 0 – 0                                                                  | Moldavia                                                               | Amichevole                                                             | -                                                                      |                                                                        |
| 7-9-2012                                                               | Tirana                                                                 | Albania                                                                | 3 – 1                                                                  | Cipro                                                                  | Qual. Mondiali 2014                                                    | 1                                                                      | 81’                                                                    |
| 11-9-2012                                                              | Lucerna                                                                | Svizzera                                                               | 2 – 0                                                                  | Albania                                                                | Qual. Mondiali 2014                                                    | -                                                                      | 55’                                                                    |
| 12-10-2012                                                             | Tirana                                                                 | Albania                                                                | 1 – 2                                                                  | Islanda                                                                | Qual. Mondiali 2014                                                    | 1                                                                      | 73’                                                                    |
| 16-10-2012                                                             | Tirana                                                                 | Albania                                                                | 1 – 0                                                                  | Slovenia                                                               | Qual. Mondiali 2014                                                    | -                                                                      | 75’                                                                    |
| 14-11-2012                                                             | Lancy                                                                  | Albania                                                                | 0 – 0                                                                  | Camerun                                                                | Amichevole                                                             | -                                                                      | 77’                                                                    |
| 22-3-2013                                                              | Oslo                                                                   | Norvegia                                                               | 0 – 1                                                                  | Albania                                                                | Qual. Mondiali 2014                                                    | -                                                                      | 75’                                                                    |
| 26-3-2013                                                              | Tirana                                                                 | Albania                                                                | 4 – 1                                                                  | Lituania                                                               | Amichevole                                                             | 1                                                                      | 64’                                                                    |
| 7-6-2013                                                               | Tirana                                                                 | Albania                                                                | 1 – 1                                                                  | Norvegia                                                               | Qual. Mondiali 2014                                                    | -                                                                      |                                                                        |
| 6-9-2013                                                               | Lubiana                                                                | Slovenia                                                               | 1 – 0                                                                  | Albania                                                                | Qual. Mondiali 2014                                                    | -                                                                      | 71’                                                                    |
| 10-9-2013                                                              | Reykjavík                                                              | Islanda                                                                | 2 – 1                                                                  | Albania                                                                | Qual. Mondiali 2014                                                    | -                                                                      | 64’                                                                    |
| 15-11-2013                                                             | Adalia                                                                 | Bielorussia                                                            | 0 – 0                                                                  | Albania                                                                | Amichevole                                                             | -                                                                      | 53’                                                                    |
| 12-11-2016                                                             | Elbasan                                                                | Albania                                                                | 0 – 3                                                                  | Israele                                                                | Qual. Mondiali 2018                                                    | -                                                                      | 79’                                                                    |
| Totale                                                                 |                                                                        | Presenze (84º posto)                                                   | 16                                                                     |                                                                        | Reti (16º posto)                                                       | 4                                                                      |                                                                        |